# Cyanamphoecus
Cyanamphoecus é um gênero de coleóptero da tribo Amphoecini (Cerambycinae), que compreende apenas uma única espécie.

## Sistemática
- Ordem Coleoptera
  - Subordem Polyphaga
    - Infraordem Cucujiformia
      - Superfamília Chrysomeloidea
        - Família Cerambycidae
          - Subfamília Cerambycinae
            - Tribo Amphoecini
              - Gênero Cyanamphoecus
                - Cyanamphoecus cyaneus